# 圣母圣衣圣殿 (那不勒斯)
圣母圣衣圣殿（Basilica di Santa Maria del Carmine）是罗马天主教的一座宗座圣殿，位于意大利那不勒斯的集市广场（Piazza Mercato），直到 1900年市区其余部分重建之前的许多世纪中，这里都是那不勒斯人生活的中心。该教堂由十字军时期来自圣地的加尔默罗会修士建于13世纪。他们搭乘阿马尔菲船只抵达那不勒斯湾。不过，一些文献称来自迦密山的难民早在八世纪。这座教堂仍在使用，75米高的钟楼从远处可见。
毗邻教堂的广场是霍亨斯陶芬王朝最后的男性后裔，那不勒斯国王康拉丁在1268年 被安茹的查理斩首处死的地点，从此开始了安茹王朝的统治。康拉德的母亲巴伐利亚的伊丽莎白为了她的年幼的儿子及其同伴巴登侯爵弗雷德里克的灵魂，以及他们的遗体安葬的地点，建立了该教堂。巴伐利亚王子马克西米利安竖立了康拉丁的雕像，由新古典主义雕塑家巴特尔·托瓦尔森设计，由他的学生Schopf完成于1847年。
1647年，该广场是反政府武装和皇家军队之间的战场。后来，在1799年，这是集体处死那不勒斯共和国领袖的地点。该地区包括教堂的一部分在二战中遭轰炸 仍然显示了巨大的灾难伤痕。 
毗邻教堂的原修道院现在作为穷人和无家可归者的容身之地。该教堂拥有两个著名的宗教文物：一，绘画《棕色圣母》，据说由加尔默罗会修士带来；二是缺少荆棘冠冕的十架苦像。据传，在1439年阿拉贡围困期间，教堂遭炮击，荆棘冠冕掉落。 

## 参考

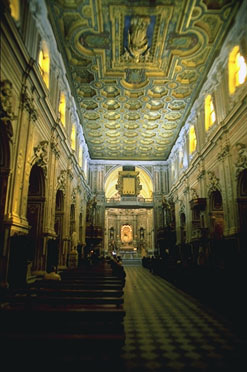
内部
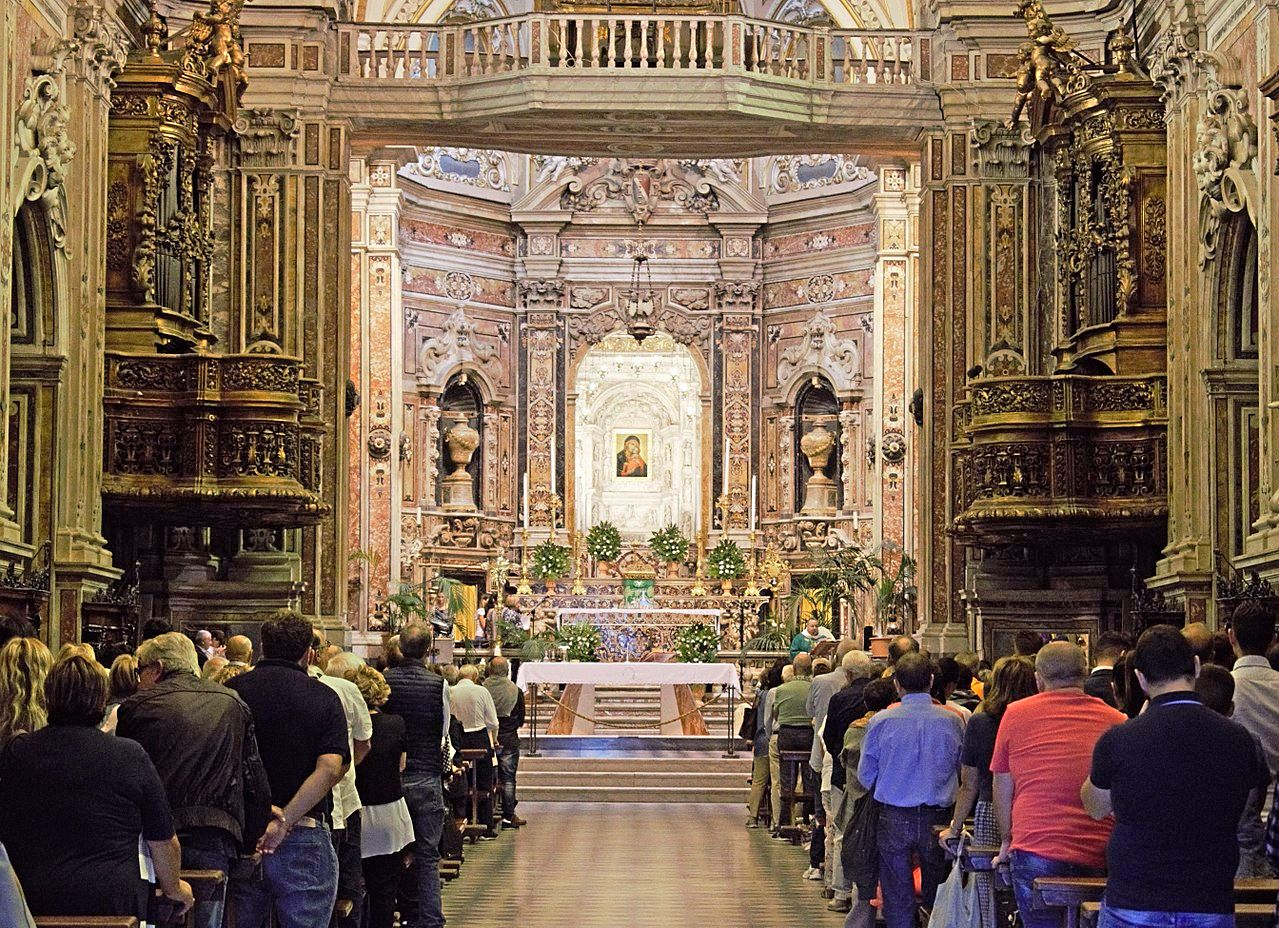